# Ghost (EP)
Ghost je druhé EP americké zpěvačky Sky Ferreiry. vydáno bylo v říjnu roku 2012 společností Capitol Records. Obsahuje celkem pět písní, na nichž se podíleli čtyři producenti. Autorem černobílé fotografie na obalu alba je Hedi Slimane. Album se umístilo na osmé příčce hitparády Top Heatseekers časopisu Billboard. K albu vyšly dva singly, prvním byl „Red Lips“ (17. července 2017) a druhým „Everything Is Embarrassing“ (14. dubna 2013 jako singl; původně byla zveřejněná již 30. srpna 2012 spolu s oznámením vydání tohoto EP).

## Seznam skladeb
| Pořadí | Název                      | Autor                                                       | Producent               | Délka |
| ------ | -------------------------- | ----------------------------------------------------------- | ----------------------- | ----- |
| 1.     | Sad Dream                  | Sky Ferreira, Blake Mills                                   | Blake Mills             | 3:33  |
| 2.     | Lost in My Bedroom         | Sky Ferreira, Ariel Rechtshaid, Justin Raisen, Daniel Nigro | Ariel Rechtshaid        | 3:13  |
| 3.     | Ghost                      | Jon Brion                                                   | Sky Ferreira, Jon Brion | 5:27  |
| 4.     | Red Lips                   | Shirley Manson, Greg Kurstin                                | Greg Kurstin            | 2:21  |
| 5.     | Everything Is Embarrassing | Sky Ferreira, Ariel Rechtshaid, Dev Hynes                   | Ariel Rechtshaid        | 4:09  |